# Codex Manesse
El Codex Manesse o Grosse Heidelberger Liederhandschrift (Heidelberg, Biblioteca de la Universidad, Cod. Pal. germ. 848) es un manuscrito iluminado medieval. Fue copiado e iluminado entre 1305 y 1340 en Zúrich por encargo de la familia Manesse. La copia fue posiblemente ejecutada por Johannes Hadlaub.

## Contenido

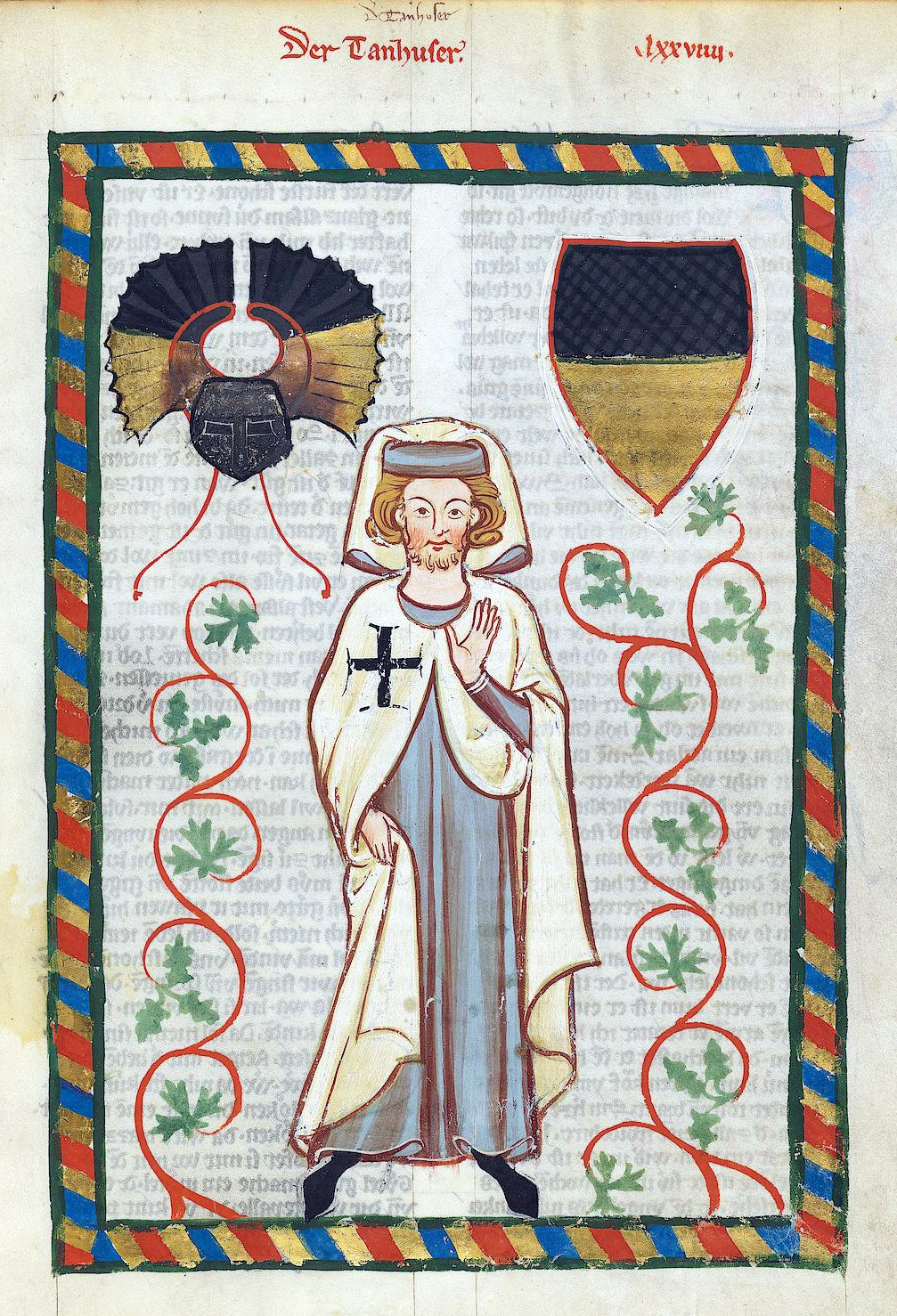
Tannhäuser: poeta lírico alemán, folio 264r.

Dedicado a Wenceslao II, rey de Bohemia, reúne canciones de amor medievales, de la denominada Minne en alto alemán medio. Entre los autores de estos poemas se encuentran célebres Minnesänger (trovadores), como por ejemplo Wolfram von Eschenbach, Walther von der Vogelweide, Hartmann von Aue, Godofredo de Estrasburgo y Tannhäuser. Las canciones no llevan notación.
Las entradas en el Codex Manesse siguen el nivel social de los poetas. Empieza con una imagen del emperador Enrique VI y del rey Conradino de Hohenstaufen, seguido por duques, condes y caballeros.

### Lista de poetas
1. 6r: Rey Enrique VI del Sacro Imperio Romano Germánico (1165–1197)
2. 7r: Rey Conradino de Hohenstaufen (1252–1268)
3. 8r: "Rey Tyro de Escocia y su hijo Fridebrant" (no es el nombre de un músico, sino el título de un poema épico, fechado en la primera mitad del siglo XIII)
4. 10r: Rey Wenceslao II de Bohemia (Wenceslao II, rey de Bohemia y Polonia, 1271–1305)
5. 11v: Herzog Enrique IV de Breslavia (1258–1290)
6. 13r: Margrave Otón IV de Brandeburgo (1266–1308)
7. 14v: Margrave Enrique III de Meissen (1215–1288)
8. 17r: Duque de Anhalt (c. 1170–1252)
9. 18r: Juan I de Brabante (1252/1253–1294)
10. 20r: Conde Rudolf von Neuenburg  (bien Rodolfo II, muerto en 1192, o bien su sobrino Rodolfo I, muerto en 1258)
11. 22v: Conde Kraft von Toggenburgo (probablemente Kraft III de Toggenburg, muerto en 1339)
12. 24r: Conde Konrad von Kirchberg (bien Konrad II, fl. 1275–1326, o su primo Konrad III, 1281–1315)
13. 26r: Conde Friedrich von Leiningen (probablemente Friedrich II, muerto en 1237)
14. 27r: Conde Otto von Botenlauben (muerto en 1244)
15. 29r: Margrave von Hohenburg (bien Diepold V. von Vohburg, fl. 1205–1225, o su hijo Bertold IV, muerto en 1256).
16. 30r: Herr Heinrich von Veldeke (muerto después de 1184)
17. 32v: Herr Gottfried von Neifen (muerto en 1279)
18. 42r: Conde Albrecht von Haigerloch (Albrecht II de Hohenberg, muerto en 1298)
19. 43v: Conde Wernher von Homberg (muerto en 1320)
20. 46v: Herr Jakob von Warte (muerto en 1331)
21. 48v: Hermano Eberhard von Sax (fl. 1309)
22. 52r: Herr Walther von Klingen (fl. 1240–1280s)
23. 54r: Herr Rudolf von Rotenburg (fl. 1287)
24. 59v: Herr Heinrich von Sax (probablemente Enrique II,  1235–1289)
25. 61v: Herr Heinrich von Frauenberg (fl. 1284–1305)
26. 63r: Der von Kürenberg (siglo XII)
27. 64r: Herr Dietmar von Aist (fl. 1140–1160s)
28. 66v: Der von Gliers (quizá Wilhelm von Gliers, fl. 1267–1317)
29. 69r: Herr Wernher von Teufen (fl. 1220)
30. 70v: Herr Heinrich von Stretlingen (bien Henry II, fl. 1250s, o su hijo Henry III, muerto en 1294)
31. 71v: Herr Kristan von Hamle (probablemente un autor del siglo XIII Thuringia, de lo contrario desconocido)
32. 73r: Herr Ulrich von Gutenburg (fl. 1170s)
33. 75v: Herr Heinrich von der Mure (fl. 1223–1263, fraile dominico, prior de Eichstätt y posteriormente de Augsburgo)
34. 76v: Herr Heinrich von Morungen (fl. 1210s)
35. 82v: Der Schenk von Limpurg  (bien Walther I, fl. 1230–1240s, o uno de sus hijos, Walther II o Konrad I)
36. 84v: Schenk Ulrich von Winterstetten (fl. 1250–1270s)
37. 98r: Herr Reinmar der Alte (fl. final del siglo XII)
38. 110r: Herr Burkart von Hohenfels (fl. 1220–1230s)
39. 113v: Herr Hesso von Reinach (1234–1275/76)
40. 115r: Burgrave von Lienz (fl. inicios del siglo XIII)
41. 116v: Herr Friedrich von Hausen (muerto después de 1188)
42. 119v: Burgrave von Rietenburg (bien Henry IV. fl 1174–1184, o Otto III, fl. 1154–1185)
43. 120v: Herr Meinloh von Sevelingen (mediados del siglo XII)
44. 122r: Herr Heinrich von Rugge (f. 1170s)
45. 124r: Herr Walther von der Vogelweide (c. 1170 – c. 1230)
46. 146r: Herr Hiltbold von Schwangau (fl. 1221–1254)
47. 149v: Herr Wolfram von Eschenbach (c. 1170 – c. 1220)
48. 151r: Von Singenberg, Senescal de  St. Gallen (probablemente Ulrich von Singenberg, fl. 1220s)
49. 158r: Der von Sachsendorf (desconocido; posiblemente mencionado por Ulrich von Lichtenstein al servicio de Federico II de Austria)
50. 160v: Wachsmut von Künzingen (desconocido, quizá de Clemency, Luxemburgo)
51. 162v: Herr Wilhelm von Heinzenburg (cerca de Bad Kreuznach; probablemente William III fl. 1264–1292)
52. 164v: Herr Leuthold von Seven (fl. 1218)
53. 166v: Herr Walther von Metze (muerto antes de 1276, de lo contrario desconocido)
54. 169v: Herr Rubin (desconocido, mediados del siglo XIII)
55. 178r: Herr  Bernger von Horheim (final del siglo XIII)
56. 179v: Der von Johansdorf (Albrecht, fl. 1172–1209)
57. 181v: Herr Engelhardt von Adelnburg (bien fl. 1200 or 1220s, quizá padre e hijo de idéntico nombre)
58. 182v: Herr Bligger von Steinach  (probablemente Bligger II, fl. del final del siglo XII al inicio del siglo XIII)
59. 183v: Herr Wachsmut von Mühlhausen (fl. 1267)
60. 184v: Herr Hartmann von Aue (c. 1160 – c. 1210)
61. 188r: Herr Reinmar von Brennenberg (fl. 1270s)
62. 190v: Johann von Ringgenberg (probablemente Johann I, 1291–1350)
63. 192v: Albrecht Marschall von Rapperswil (fl. c. 1280)
64. 194r: Herr Otto vom Turne (de Lucerna, una adición tardía, fl. después de 1300)
65. 197v: Herr Goesli von Ehenhein (de Estrasburgo; de lo contrario desconocido)
66. 201r: Der von Wildonie (probablemente Herrand II, casado con una hija de Ulrich de Lichtenstein)
67. 202v: Von Suonegge (probablemente Konrad von Suonegge, fl. 1220–1230s)
68. 204r: Von Scharpfenberg (of Ratschach, mediados del siglo XIII)
69. 205r: Herr Konrad, der Schenk von Landeck (of Thurgau, 1271–1306)
70. 213r: "Der Winsbeke" (supuesto autor del poema didáctico padre-hijo que lo acompaña; no está claro si Winsbeke es un personaje histórico o de ficción)
71. 217r: "Die Winsbekin" (supuesto autor del poema didáctico madre-hija que lo acompaña; no está claro si Winsbekin es un personaje histórico o de ficción)
72. 219v: "Klingsor de Hungría" (personaje ficticio que presentaba el poema Sängerkrieg)
73. 226v: Kristan von Luppin de Thuringia (fl. 1290s)
74. 228r: Herr Heinrich Hetzbold von Weißensee (inicios del siglo XIV)
75. 229v: Der Düring (poeta no identificado de Thuringia, final del siglo XIII)
76. 231r: Winli (poeta no identificado de Alemannia, c. 1300)
77. 237r: Herr Ulrich von Liechtenstein (c. 1200–1275)
78. 247v: Von Munegiur (de nombre Ulrich, de lo contrario desconocido)
79. 248v: Von Raute (de nombre Hartwig, fl. c. 1200, de lo contrario desconocido)
80. 249v: Herr Konrad von Altstetten (quizá un corregidor de Saint Gall, documentado entre 1320 y 1327)
81. 251r: Herr Bruno von Hornberg (probablemente Bruno II, fl.  1275–1310)
82. 252r: Herr Hug von Werbenwag (fl. mediados del siglo XIII, probablemente muerto después de 1292)
83. 253v: Der Püller (Konrad "el Apuliano" von Hohenburg, probablemente participó en una campaña de Rodolfo I contra Ottokar II de Bohemia en 1278)
84. 255r: Von Trostberg (un miembro no identificado de una familia argoviana o tirolesa de ministriles)
85. 256v: Hartmann von Starkenberg (de Werdenberg-Sargans, bien Hartmann I, fl. 1250s, o su hijo Hartmann II, fl. 1270s)
86. 257v: Von Stadegge (Rudolph II, uno de los principales minnesingers de Estiria, fl. 1230–1250s)
87. 258v: Herr Brunwart von Augheim (final del siglo XIII)
88. 261r: Von Stamheim (no identificado; fl. c. 1240s)
89. 262v: Herr Goeli (de Baden, siglo XIII)
90. 264r: Der Tannhäuser (de Thannhausen, fl.  1240–1260s; representado como miembro de la Orden Teutónica)
91. 271r: Von Buchheim (segunda mitad del siglo XIII)
92. 273r: Herr Neidhart (nacido c. 1200 en Baja Baviera)
93. 281v: Meister Heinrich Teschler (de Zürich, segunda mitad del siglo XIII, patrocinado por Rüdiger Manesse)
94. 285r: Rost, Kirchherr zu Sarnen (en Zürich entre 1313 y 1330. Se presume que participó en la elaboración del códice como escriba)
95. 290r: Der Hardegger (probablemente Henricus de Hardegge, de Rebstein, fl. 1230–1270s)
96. 292v: Der Schulmeister von Eßlingen (final del siglo XIII)
97. 295r: Walther von Breisach (sin retrato)
98. 299r: Von Wissenlo (probablemente Wiesloch; no identificado)
99. 300r: Von Wengen (Burchard, fl. 1230–1270s, miembro de una familia de ministriles de los condes de Toggenburgo)
100. 302r: Herr Pfeffel (no identificado, mediados del siglo XII)
101. 303r: Der Taler (quizá Leuthold von Tal, cerca de Rheineck, fl. 1250)
102. 305r: Der tugendhafte Schreiber ("El escriba virtuoso"; sin identificar, aparece como personaje en Sängerkrieg)
103. 308v: Steinmar (quizá Berthold Steinmar von Klingnau, fl. segunda mitad del siglo XIII)
104. 311r: Herr Alram von Gresten (no identificado, quizá de Gresten en la Baja Austria)
105. 312r: Herr Reinmar der Fiedler (no identificado, fl. mediados del siglo XIII)
106. 313r: Herr Hawart (quizá Hawardus de Holzwane, en 1258 canónigo en Augsburg)
107. 314v: Herr Günther von dem Vorste (no identificado)
108. 316v: Herr Friedrich der Knecht (no identificado, sus poemas son en dialecto austro-bávaro, de la primera mitad del siglo XIII; el retrato muestra a Friedrich como un caballero que rapta a una damisela a caballo mientras lucha contra sus perseguidores)
109. 318r: Der Burggraf von Regensburg (probablemente Heinrich III von Stevening und Rietenburg, fl. 1126–1177)
110. 319r: Herr Niune (no identificado; probablemente no es un poeta, sino el propietario de un cancionero utilizado como fuente en esta sección)
111. 320v: Herr Geltar (no identificado; los poemas están fechados entre 1230 y 1250, quizás de la Baja Austria)
112. 321v: Herr Dietmar der Setzer (no identificado; el retrato muestra un combate sin montura con espada y escudo)
113. 323r: Herr Reinmar von Zweter (fl. 1230s)
114. 339r: Der Junge Meißner (no identificado; los poemas están en el dialecto del alemán central)
115. 342r: Der Alte Meißner (sin retrato)
116. 342v: Von Obernburg (no identificado; probablemente de mediados del siglo XIII, de Obernburg, cerca de Celje)
117. 344v: Bruder Wernher (no identificado; mediados del siglo XIII)
118. 349r: Der Marner (probablemente marinaere "el marinero"; no identificado, pero mencionado por Meister Rumslant a continuación)
119. 355r: Süßkind, der Jude von Trimberg (no identificado, segunda mitad del siglo XIII)
120. 358r: (poema anónimo aislado)
121. 359r: Von Buwenburg  (Baumburg near Hundersingen, probablemente Ulrich von Buwenburg, fl. 1260)
122. 361r: Heinrich von Dettingen (bien documentado durante 1236-1300; de una familia de ministriles de la abadía de Reichenau)
123. 362r: Rudolf der Schreiber (no identificado)
124. 364r: Meister Gottfried von Straßburg (muerto c. 1210)
125. 371r: Meister Johannes Hadlaub (de Zürich, fl. 1300, posiblemente el redactor del códice)
126. 381r: Regenbogen ("Arco Iris", un poeta alemán no identificado, representado como herrero)
127. 383r: Meister Konrad von Würzburg (muerto en 1287)
128. 394r: Kunz von Rosenheim (no identificado, quizá no sea un poeta, sino el propietario de un cancionero utilizado como fuente)
129. 395r: Rubin von Rüdeger (no identificado)
130. 396r: Der Kol von Nüssen (no identificado, quizá de Neunzen cerca de Zwettl; los poemas datan de los años 1230 o 1240)
131. 397v: Der Dürner (no identificado, quizá de Mengen, Swabia)
132. 399r: Meister Heinrich Frauenlob (Heinrich von Meißen, nacido c. 1250)
133. 407r: Meister Friedrich von Sonnenburg (no identificado; los poemas datan del tercer cuarto del siglo XIII)
134. 410r: Meister Sigeher (fl. 1250–1260s; quizás idéntico a un Sicherius iuculator activo en Metz, posiblemente tirolés)
135. 412r: Der wilde Alexander (un poeta germánico no identificado de finales del siglo XIII)
136. 413v: Meister Rumslant (fl. finales del siglo XIII, del norte de Alemania)
137. 415v: Spervogel ("Gorrión"; bajo este apodo se registran poemas de dos autores distintos, que florecieron a mediados y finales del siglo XII)
138. 418r: Boppe (de Bonndorf, muerto en 1320; de 1276–1305 sirvió como corregidor del conde de Nellenburg)
139. 422r: Der Litschauer (no identificado)
140. 423v: Der Kanzler ("El Canciller", segunda mitad del siglo XIII, posiblemente germánico)

## Iluminaciones
El manuscrito está decorado con 138 miniaturas, que muestran escenas caballerescas y los autores. La nobleza se muestra en armadura con sus escudos de armas heráldicos. Los autores se representan según escenas descritas en sus canciones. Como el manuscrito fue recopilado más de 100 años después de la muerte de ellos, ni la semblanza de los retratos ni la heráldica son auténticas.
Por otra parte, hay una iconografía musical en estas iluminaciones, ya que en varias de ellas hay representaciones de instrumentos musicales de la época. Por ejemplo, hay un salterio en forma de ala, panderos, vihuela de arco...

## Codicología
El Codex Manesse tiene 426 hojas de pergamino y un formato de 35,5 x 25 centímetros. Fue escrito en letra gótica. No fue copiado sucesivamente, pero fue recopilado, dejando espacios para posibles entradas nuevas.

## Reconocimientos
En mayo de 2023 fue inscrito en el Registro de la Memoria del Mundo de la Unesco en reconocimiento a «los poemas y retratos del Códex Manesse han contribuido a conformar y definir la visión histórica de la cultura cortesana medieval en Europa Occidental. Las ilustraciones del códice figuran en casi todos los manuales de cultura cortesana y literatura cortesana europea. El orden en que se presentan los poemas sigue deliberadamente el orden jerárquico del estatus social de sus autores, lo cual es notable para una colección de poesía medieval».